# Ramon d'Oms i de Calders
Ramon d'Oms i de Calders (mort el 1615) fou un capità català.
Fill d'Antoni d'Oms, que havia estat batlle de Cotlliure, serví durant 45 anys al mar amb la seva galera Porfiada, lluità a la batalla de Lepant i la Guerra de Successió Portuguesa en la que comandà puntualment la Galera Reial; fou també alcaid del castell d'Elna i superintendent de la fàbrica de galeres de les Drassanes Reials de Barcelona. El 1586 era armador de galeres i, juntament amb altres armadors concertà amb la corona servir a les Índies. En 1605 fou nomenat el primer capità general de l'esquadra de galeres del Principat, i en 1609 va posar la flota al servei de l'expulsió dels moriscos.